# Tutuki Splash
El Tutuki Splash es una atracción acuática de PortAventura Park (Salou, España). Es una de las atracciones más famosas del parque.
Es ideal para días calurosos ya que el agua te llega bien adentro,  siempre hay quien te moja desde la parte superior con unas máquinas puestas a disposición del público para tal acción. Se sitúa en la zona Polynesia.

## Inicios
Abrió con el parque en 1995 y es una de las más conocidas atracciones del parque. En un principio su nombre iba a ser Krakatoa Splash.

## Descripción
Varias barcas hacen un recorrido por el corazón de la selva mediante raíles sumergidos. A lo largo del trayecto, hay 2 bajadas que causan unos remojones. Hay una bajada pequeña y otra que baja desde un volcán que es mucho más grande. Y te empapas

## Argumento
Los indígenas de la Polynesia celebran las ancestrales ceremonias para adorar a la diosa Pelé (diosa del fuego) que la llamaba cuando aumenta la viscosidad del magma y pueden darse corrientes de nubes ardientes. Esto generalmente no lo saben los aventureros que navegan por los ríos, lagos de las proximidades el un gran volcán. Pero, si la furia del Volcán se siente, si notas que una fuerza sobrenatural te impulsa hacia una cima, es que ya estás perdid@. Observarás la lava desde lo más alto, y con toda su furia te harán bajar a toda velocidad por la ladera.

## Tematización
Está basada en una zona volcánica entre la frondosa vegetación
de la Polynesia, entre tikis, cascadas y demás.
En ocasiones el cráter tiene efectos de humo y ebullición.
Elementos tematizados: Colas, estación y recorrido.

## Recorrido
La atracción comienza con un lento recorrido serpenteando por una zona tematizada y siempre bajo el estruendo del gran volcán. Hay una pequeña cueva o túnel tras el cual está la primera bajada. No es gran cosa pero sí importante ya que está la foto.
Tras un giro de izquierdas empieza la gran subida. Llegas arriba y rodeas la cima del volcán a medida que el carro va cogiendo más velocidad. La segunda y última caída es más alta que la primera y no es totalmente continua, tiene un pequeño bache en su recorrido que le da un efecto particular.
Tras esto hay otro giro a izquierdas y la llegada a la base.
Una cosa que se puede notar mientras se disfruta de dicha atracción es que cuando la barca que va detrás tuya termina de bajar por el tobogán crea una ola que hace que los que vayan delante noten una sensación de aceleración.

## Ficha
| Fecha de inauguración           | 1 de mayo de 1995                                                                                                  |
| Zona del Parque                 | Polynesia |
| Tipo                            | Shoot-the-Chutes                                                                                                   |
| Diseño                          | Intamin AG |
| Tematización                    | Dios del fuego |

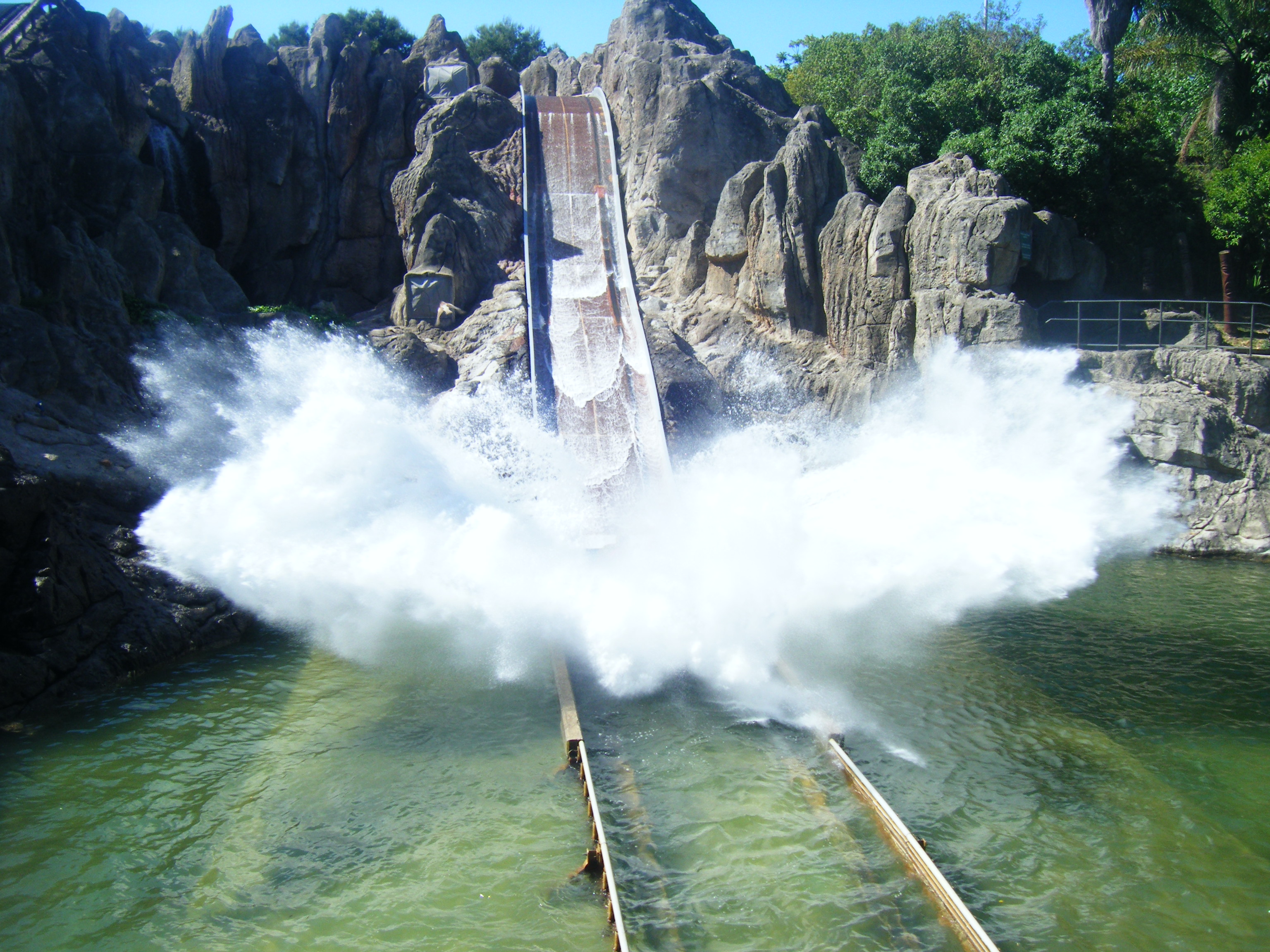
Chorro de agua al bajar la barca.

| Estado actual                   | Depende de la estación y del clima. Invierno y Otoño cerrado, excepto primavera y verano. Siendo el tiempo cálido. |
| Altura y caída máxima           | 15 M |
| Longitud del recorrido          | 440 m |
| Duración del recorrido          | 5 minutos 15 segundos aprox                                                                                        |
| Velocidad máxima                | 56 km/h |
| Nº máximo de barcas simultáneas | 8, incluso a veces más                                                                                             |
| Capacidad por tren              | 20 (5x4) |
| Volumen de pasajeros            | - |
| Foto/Video On Ride              | Sí/No |
| Servicio Express                | Sí |
| Altura Mín. y Máx               | 1,4 m / No (Entre 1,2 m y 1,4 m acompañados)                                                                       |
| Sistema de subida               | Suelo transportador                                                                                                |
| Acceso Discapacitados           | Sí |
| Coste                           | 3.000.000 de € |
| Geolocalización                 | 41°05′06″N 1°09′27″E / 41.085031, 1.157498                                                                         |

## Galería de fotos

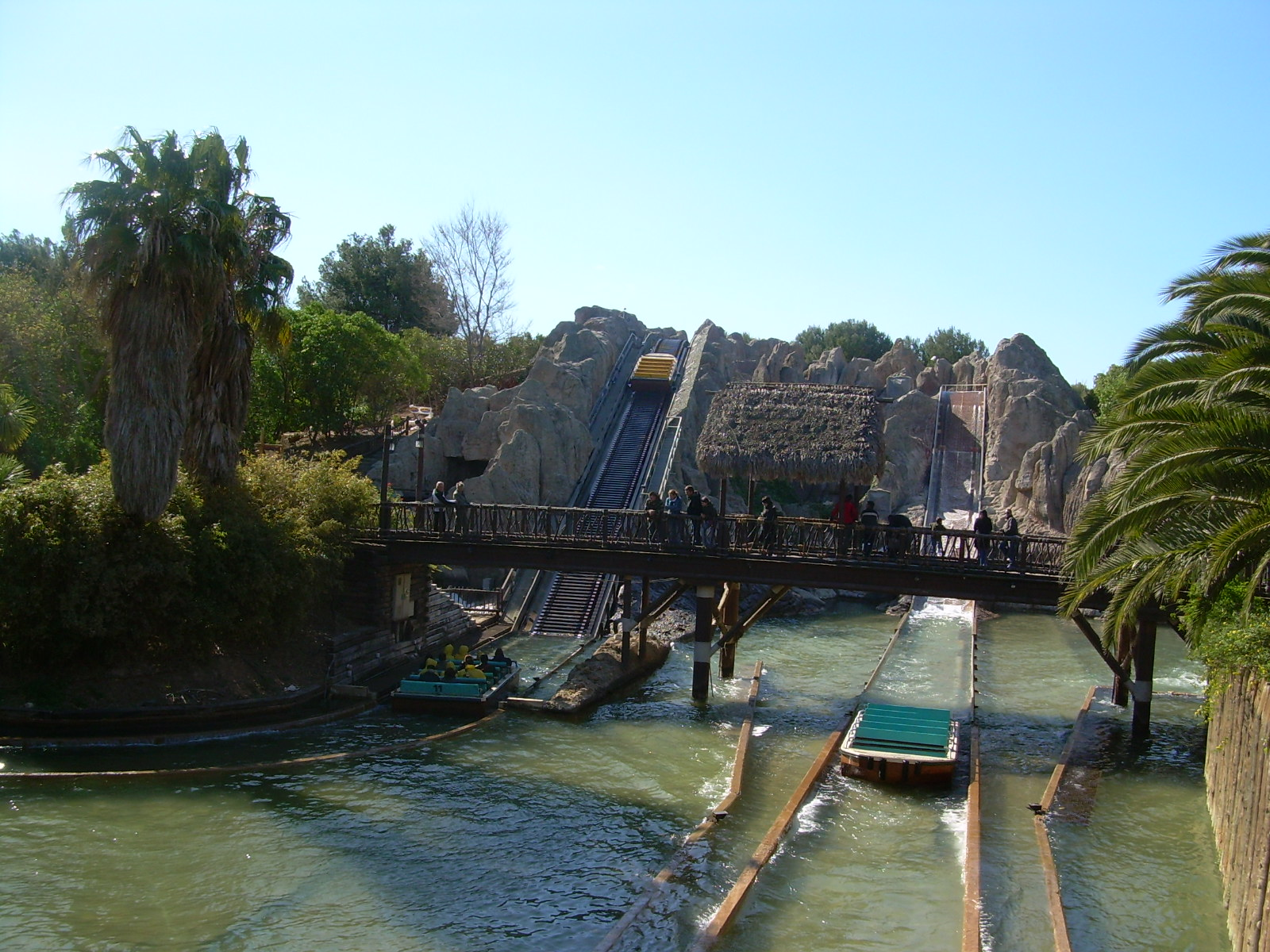
Foto On Ride de la atracción.

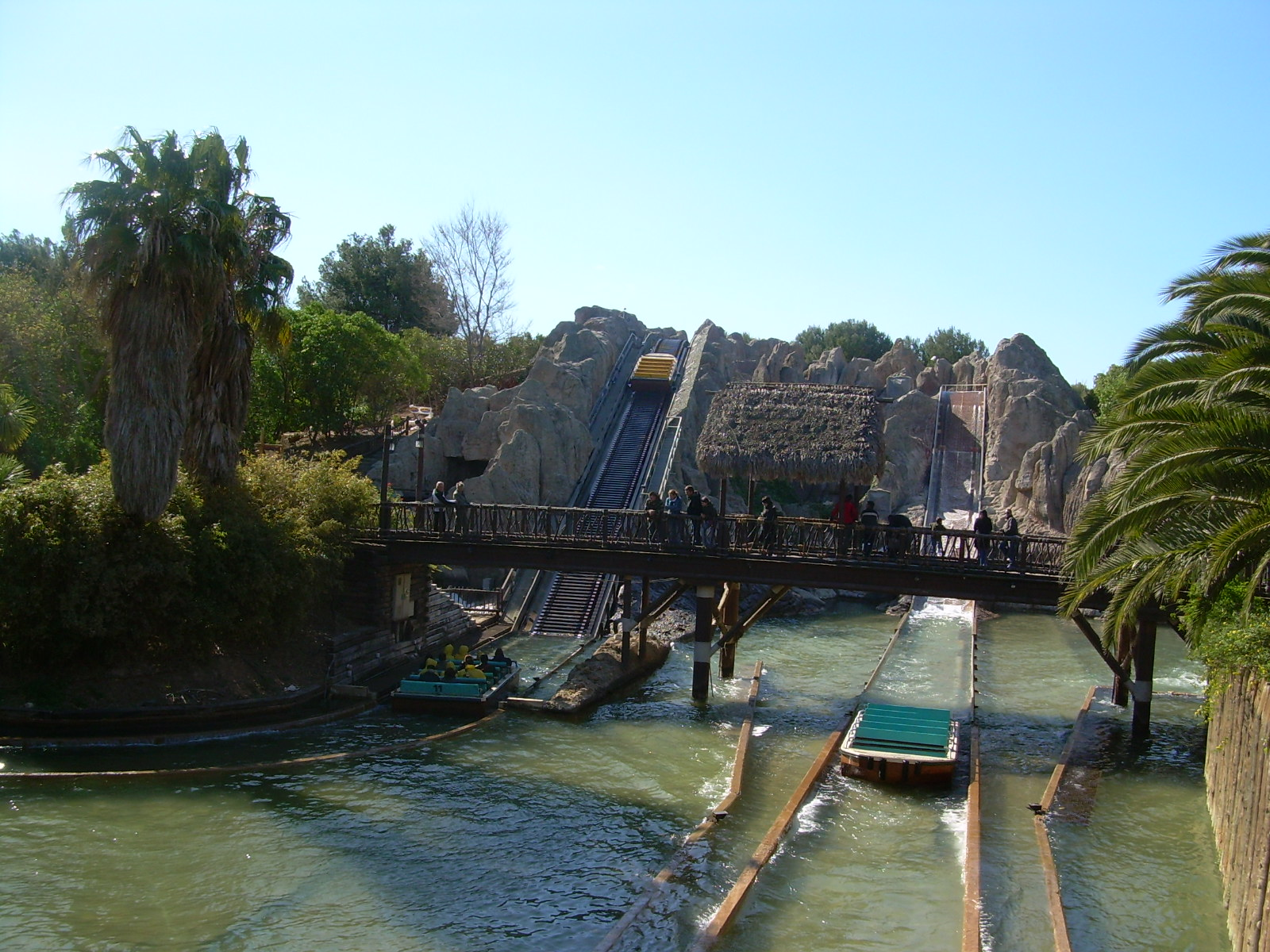
Vista lejana de la subida y bajada principal del Tutuki Splash.
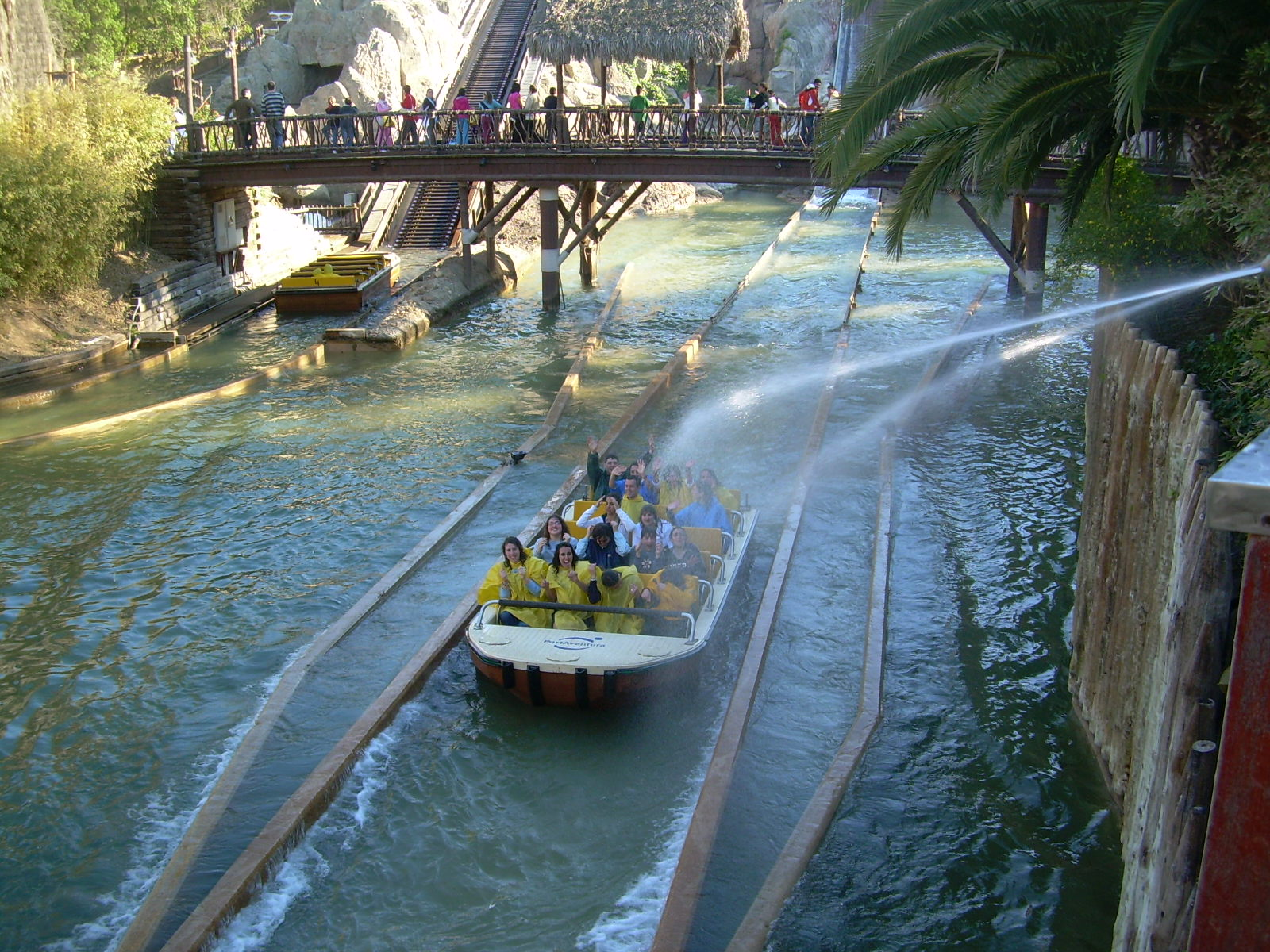
Parte final del recorrido donde te mojan desde las pistolas.
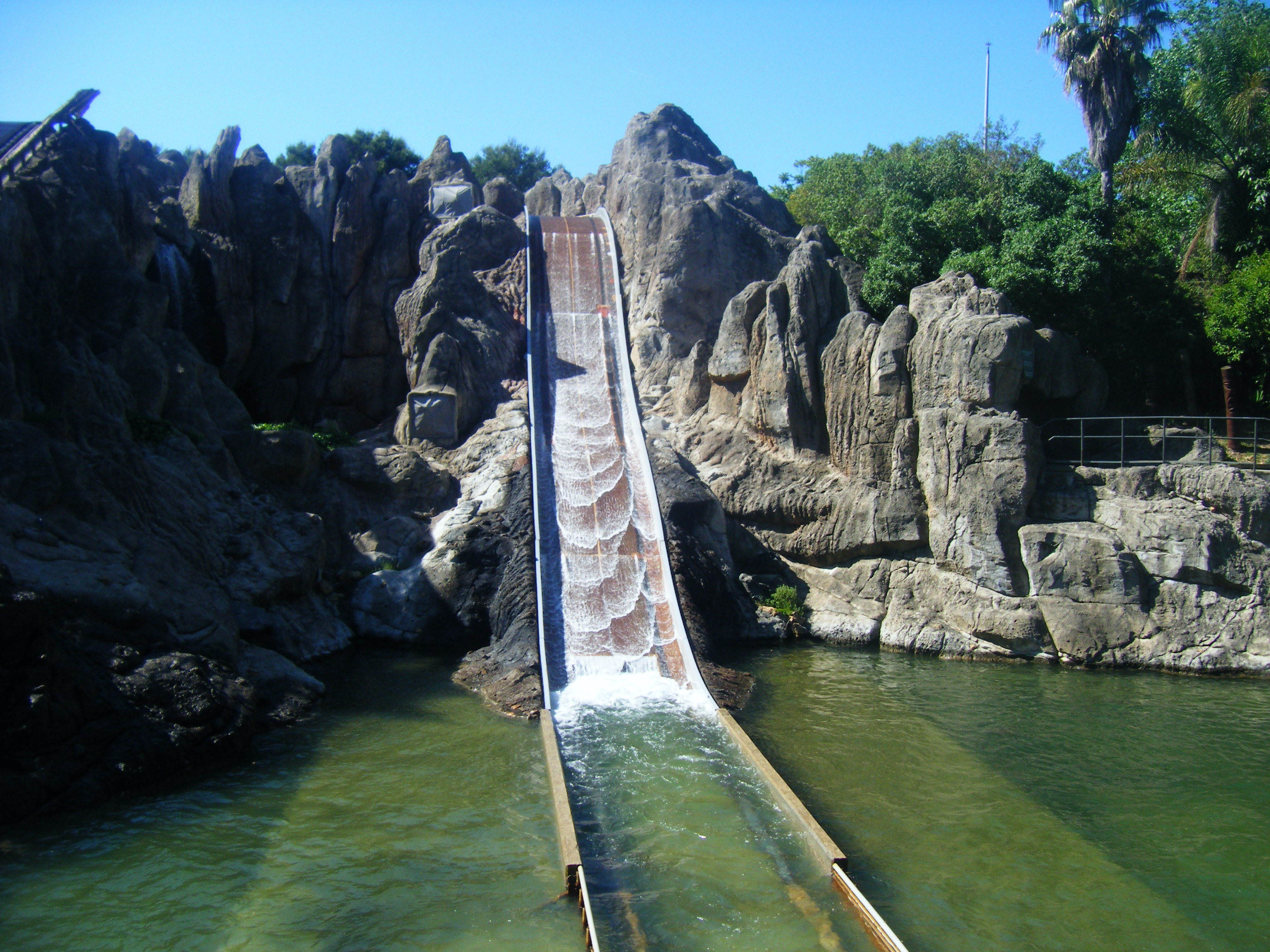
Bajada principal del Tutuki Splash.
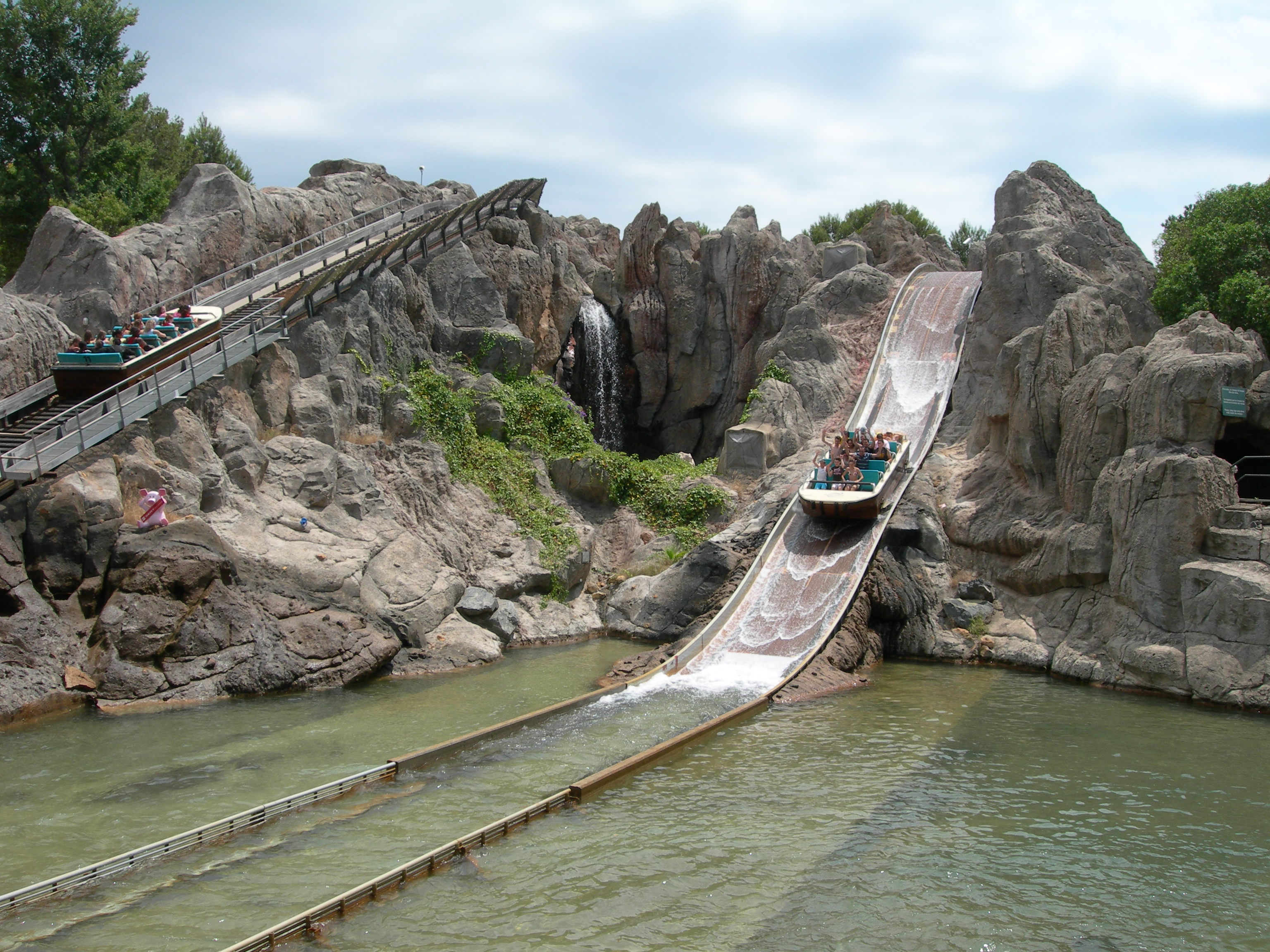
Barca bajando.
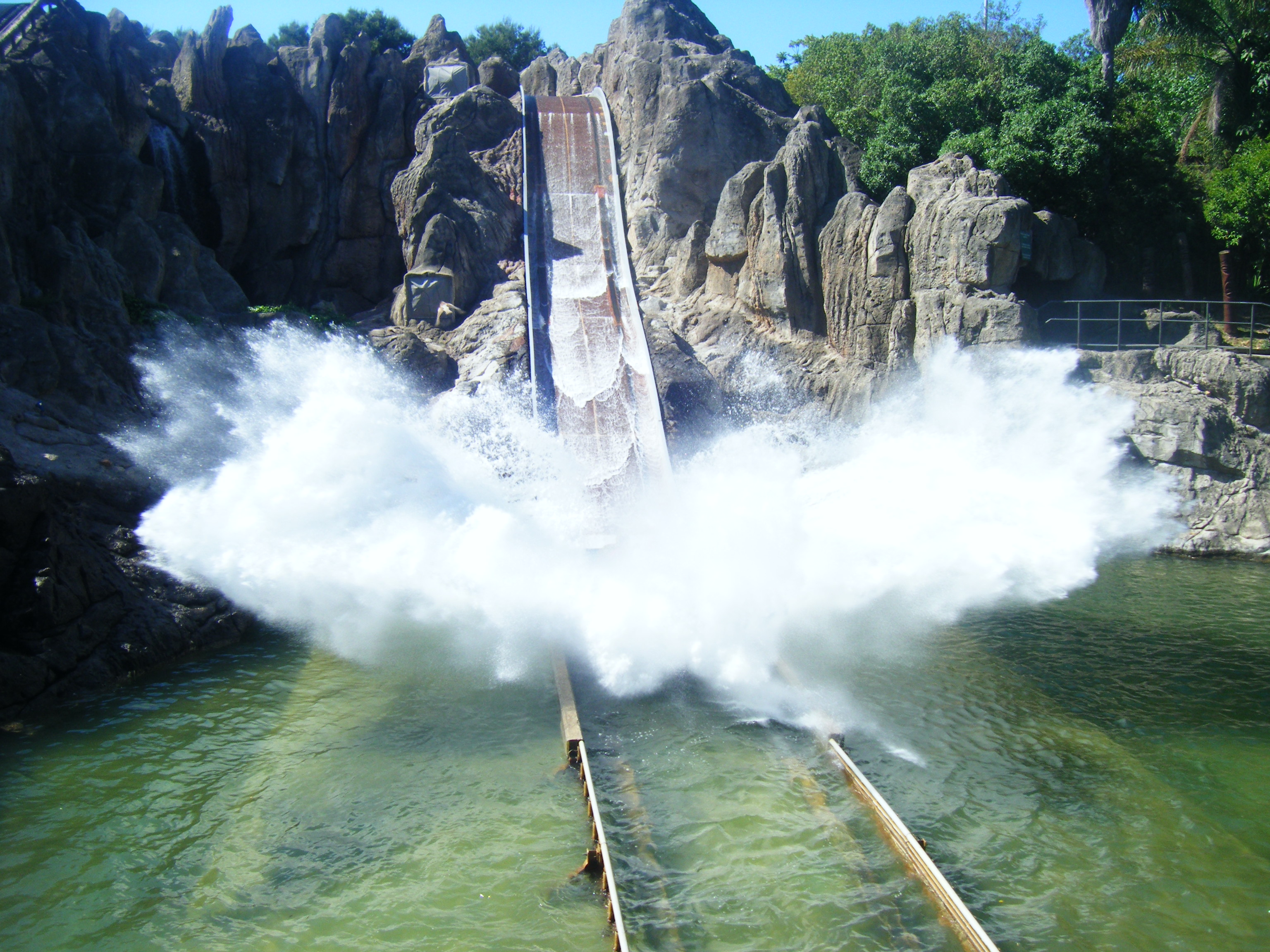
Agua desplazada por la barca en la bajada.
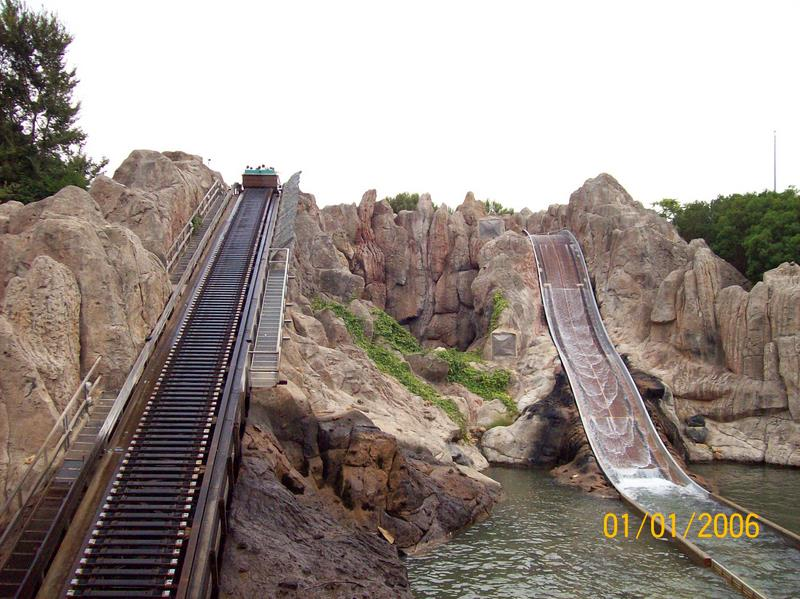
Vistas de la subida y bajada.
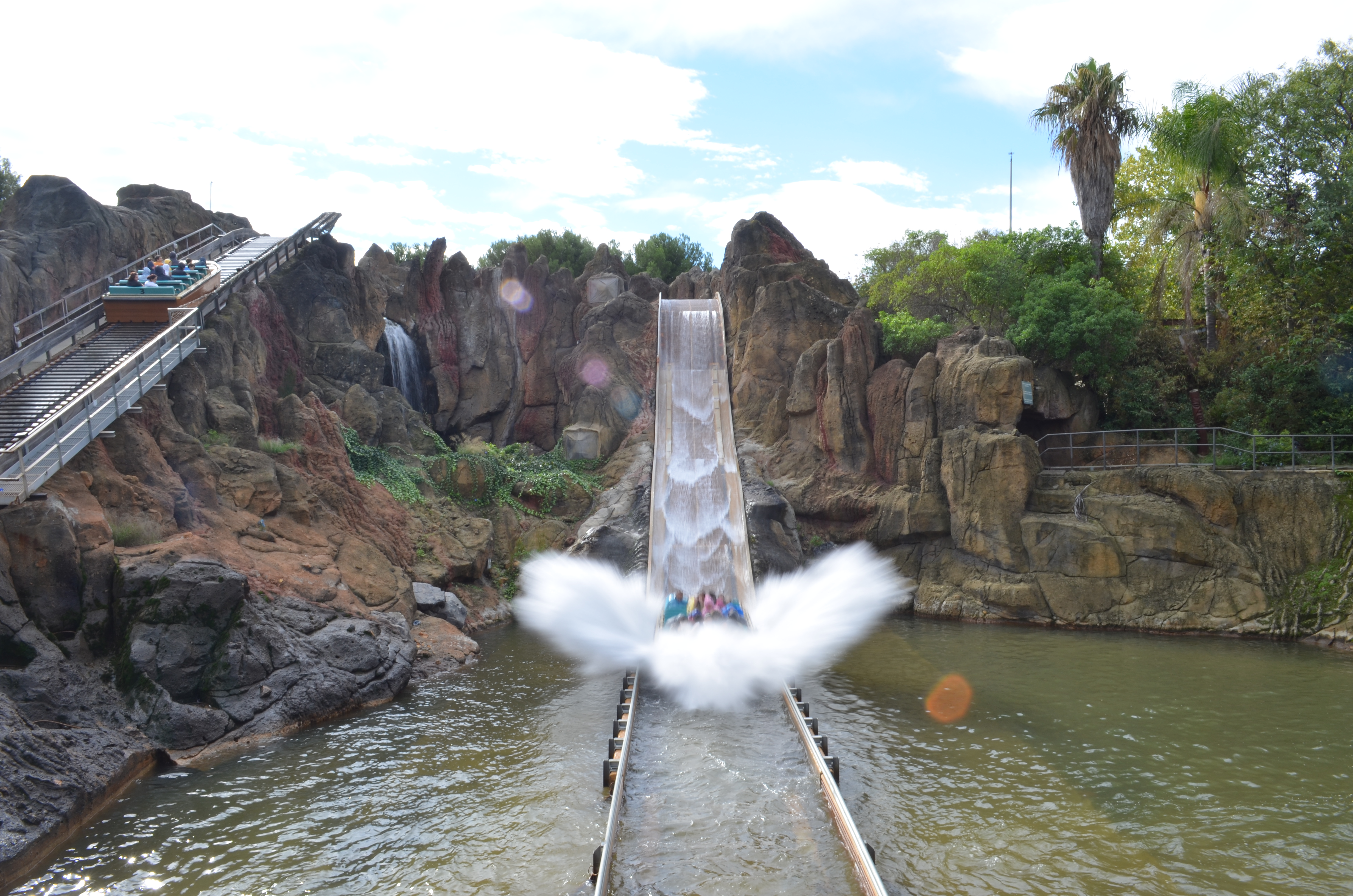
Momento del Splash.

### Atracciones de PortAventura Park
- Shambhala: Expedición al Himalaya
- Furius Baco
- Dragon Khan
- Grand Canyon Rapids
- Hurakan Condor
- Stampida
- Tomahawk
- El Diablo - El tren de la mina
- Silver River Flume
- Ferrocarril Tour
- Tami-Tami
- Sea Odyssey
- Templo del Fuego
- Fumanchú